# Бочкі-Сьвідрово
Бочкі-Сьвідрово (пол. Boczki-Świdrowo) — село в Польщі, у гміні Граєво Ґраєвського повіту Підляського воєводства.
Населення — 180 осіб (2011).
У 1975-1998 роках село належало до Ломжинського воєводства.

## Демографія
Демографічна структура станом на 31 березня 2011 року:
|          | Загалом | Допрацездатний вік | Працездатний вік | Постпрацездатний вік |
| -------- | ------- | ------------------ | ---------------- | -------------------- |
| Чоловіки | 84      | 21                 | 55               | 8                    |
| Жінки    | 96      | 20                 | 53               | 23                   |
| Разом    | 180     | 41                 | 108              | 31                   |